# هایاتو ناکامورا
هایاتو ناکامورا (انگلیسی: Hayato Nakamura؛ زادهٔ ۱۸ نوامبر ۱۹۹۱) بازیکن فوتبال اهل ژاپن است.